# Hel van het Mergelland 2000
L'Hel van het Mergelland 2000, ventottesima edizione della corsa, si svolse il 8 aprile su un percorso con partenza e arrivo a Eijsden. Fu vinto dal tedesco Bert Grabsch della squadra Team Cologne davanti al suo connazionale Dirk Müller e al francese David Moncoutié.

## Ordine d'arrivo (Top 10)
| Pos. | Corridore            | Squadra                 | Tempo    |
| ---- | -------------------- | ----------------------- | -------- |
| 1    | Bert Grabsch         | Team Cologne            | 4h27'32" |
| 2    | Dirk Müller          | Post Swiss Team         | a 2"     |
| 3    | David Moncoutié      | Cofidis                 | a 6"     |
| 4    | Claude Lamour        | Cofidis                 | a 50"    |
| 5    | Wim van de Meulenhof | Bankgiroloterij-Batavus | a 52"    |
| 6    | Stephan Gottschling  | Post Swiss Team         | a 54"    |
| 7    | Marcus Ljungqvist    | Team Fakta              | a 1'01"  |
| 8    | Piotr Wadecki        | Mroz-Supradyn Witaminy  | s.t.     |
| 9    | Gerben Löwik         | Farm Frites             | s.t.     |
| 10   | Alexandre Usov       | Phonak Hearing Systems  | s.t.     |